# Associazione degli elettricisti polacchi
L'Associazione degli elettricisti polacchi (Stowarzyszenie Elektryków Polskich, SEP) è un'organizzazione non governativa polacca che riunisce la comunità degli elettricisti polacchi nel mondo. Grazie alla sua formula di adesione aperta, riunisce ingegneri e tecnici così come giovani studenti (studenti di scuole tecniche e professionali) di ingegneria elettrica nel senso più ampio.

## Attività
Il SEP è principalmente impegnato in attività di divulgazione ed educazione (corsi di formazione per la manipolazione di apparecchiature elettriche). Si occupa anche della valutazione della conformità dei prodotti elettrici a bassa tensione (dal 1933), attraverso il suo ufficio di ricerca della qualità, un'agenzia del SEP con accreditamenti nazionali e riconoscimenti da parte delle più prestigiose organizzazioni internazionali ed europee. Svolge anche una vasta cooperazione internazionale sotto il nome inglese «Association of Polish Electrical Engineers». È membro della Federazione nazionale delle associazioni scientifiche e tecniche polacche e dell'organizzazione europea EUREL.

## Storia
Dal 7 al 9 giugno 1919, si tenne un congresso per fondare l'Associazione degli ingegneri elettrici polacchi. Il professor Mieczysław Pożaryski fu eletto suo primo presidente. Nel 1928, l'organizzazione si fuse con l'Associazione degli radio-ingegneri polacchi, e nel 1929 il nome fu cambiato in quello attuale con una decisione del consiglio di amministrazione. Nel 1939, l'Associazione dei tele-ingegneri polacchi si unì alla SEP.

## Presidenti del SEP
- 1919–1928 – Mieczysław Pożaryski (primo presidente della SEP)
- 1928–1929 – Kazimierz Straszewski
- 1929–1930 – Zygmunt Okoniewski
- 1930–1931 – Kazimierz Straszewski
- 1931–1932 – Felicjan Karśnicki
- 1932–1933 – Tadeusz Czaplicki
- 1933–1934 – Alfons Kühn
- 1934–1935 – Jan Obrąpalski
- 1935–1936 – Alfons Kühn
- 1936–1937 – Janusz Groszkowski
- 1937–1938 – Alfons Hoffmann
- 1938–1939 – Kazimierz Szpotański
- 1939 – Antoni Krzyczkowski
- 1939–1946 – Kazimierz Szpotański
- 1946–1947 – Kazimierz Straszewski
- 1947–1949 – Włodzimierz Szumilin
- 1949–1950 – Stanisław Ignatowicz
- 1950–1951 – Tadeusz Żarnecki
- 1951–1952 – Jerzy Lando
- 1952–1959 – Kazimierz Kolbiński
- 1959–1961 – Tadeusz Kahl
- 1961–1981 – Tadeusz Dryzek
- 1981–1987 – Jacek Szpotański
- 1987–1990 – Bohdan Paszkowski
- 1990–1994 – Jacek Szpotański
- 1994–1998 – Cyprian Brudkowski
- 1998–2002 – Stanisław Bolkowski
- 2002–2006 – Stanisław Bolkowski
- 2006–2014 – Jerzy Barglik
- 2014–2022 – Piotr Szymczak[7]
- da 2022 – Sławomir Cieślik